# ارائه عیسی در معبد

مراسم ارائۀ عیسی در معبد (به انگلیسی: Presentation of Jesus at the Temple) در روز دوم فوریه اتفاق می‌افتد و جشن یک قسمت از اوایل زندگی عیسی مسیح است.

در کلیسای ارتدکس شرقی، آن را یکی از دوازده جشن بزرگ می‌دانند و گاهی آن را هایپاپانته (Ὑπαπαντή، «دیدار» در یونانی) می‌نامند. نام‌های دیگر سنتی این جشن شامل کندلمس، جشن پاکسازی ویرجین و دیدار خداوند هستند.

در برخی از کلیساهای عبادی غربی، عبادت شامگاهی (یا کومپلین) در جشن ارائه نشان‌دهندۀ پایان فصل ظهور و تجلی عیسی است. در کلیسای انگلستان، ارائۀ مسیح در معبد یکی از جشن‌های اصلی است که هم در ۲ فوریه یا در یکشنبه ۲۸ ژانویه و ۳ فوریه را جشن گرفته می‌شود.

در مراسم لاتین کلیسای کاتولیک، ارائه، چهارمین راز شادی تسبیح مسیحیان است. این قسمت همچنین در سنت تقریباً رایج به کلیسا آمدن تازه مادران هنگام چهلم تولد نوزاد، منعکس شده است.

## کتاب مقدس
این رویداد در انجیل لوقا توصیف شده است. با توجه به انجیل، مریم و یوسف برای اطاعت از تورات، عیسی نوزاد را چهل روز پس از تولدش برای تکمیل مراسم تطهیر مریم پس از زایمان و برای انجام رستگاری پسر نخست زاده، به معبد دوم اورشلیم بردند  .
لوقا صراحت می‌گوید که یوسف و مریم گزینه‌هایی برای مردم فقیر (به کسانی که قادر نبودند هزینۀ یک بره را نیز بپردازند) فراهم می‌کردند . با فدا کردن "یک جفت فاخته یا دو جوجه کبوتر." این موضوع نشان می‌دهد که این جشن چهل روز پس از تولد برای یک نوزاد پسر از این رو ارائه شده است که چهل روز بعد از کریسمس را جشن گرفتند.
پس از آوردن عیسی به معبد، آن‌ها با شمعون، پیام‌آور خدا و کاهن معبد، مواجه می‌شوند. انجیل می‌گوید که به شمعون وعده داده شده بود که " وی نمی‌میرد مگر آن که پیش از مرگ تولد مسیحای خداوند را دیده باشد". پس از آن شمعون نمازی ادا کرد که بعدها به عنوان نو کودموی تیسی یا سرود شمعون، که در آن پیشگویی، رستگاری جهان توسط عیسی شناخته شده است:
"خداوندا، اکنون آخرین بنده صلح طلب تو؛ بر اساس حرف تو عازم می‌شود: برای چشمان من، رستگاری توسط تو دیده شده که تو از قبل سرنوشت تمام مردم را مشخص کرده‌ای: «باشد نوری برای روشن کردن امت‌ها و برای جلال قوم تو، اسرائیل» "
پس از آن شمعون به مریم پیشگویی کرد: «اینک این کودک برای سقوط و صعود بسیاری در اسرائیل تعیین می‌کند و نشانۀ آن این است که در مقابل سخن می‌گوید، بله، یک شمشیر روح خود را سوراخ خواهد کرد که افکار و اندیشه‌های بسیاری از قلب می‌توان نشان داد».
هانا، کاهن پیر نیز در معبد بود و برای تولد عیسی خدا را ستایش کرد و به همه افرادی که در آنجا بودند از اهمیت عیسی به سوی به رستگاری در اورشلیم گفت.

## در آثار هنری
- ارائۀ مسیح در معبد، از کتاب نیایش شربروک
- ارائۀ عیسی در معبد، اثر جیمز تیسوت، موزه بروکلین
- پنجره‌های شیشه‌ای رنگ آمیزی شده در کلیسای جامع سنت مایکل (تورنتو) ارائۀ عیسی نوزاد در معبد را به تصویر می‌کشد.
- باکره کندلریا، قدیس حامی جزایر قناری
- نقاشی از منولوگیون باسیل دوم (قرن. ۱۰۰۰م)
- دیدار خدا، یک تمثال در کلیسای ارتدکس روسی، قرن ۱۵ ام